# Strydulacja
Strydulacja (stridulatio) – wydawanie dźwięków poprzez pocieranie różnych części ciała. Wiele zwierząt bezkręgowych, głównie owady, skorupiaki i pajęczaki, wykształciło wyspecjalizowane aparaty strydulacyjne – najczęściej znajdują się na skrzydłach i odnóżach. 
Do kręgowców, u których stwierdzono obecność struktur umożliwiających strydulację, należą niektóre:
- węże,
- ryby – pocierają elementami szkieletu, zębami lub kolcami płetw piersiowych[1],
- ptaki – np. kusogorzyk miotlasty (Machaeropterus deliciosus) pociera wyspecjalizowanymi w tym celu piórami[2][3].